# Distretto di Giurgiu
Il distretto di Giurgiu (in romeno Județul Giurgiu) è uno dei 41 distretti della Romania, ubicato nella regione storica della Muntenia.

## Centri principali
| Comune                  | Abitanti |
| ----------------------- | -------- |
| Giurgiu                 | 68.923   |
| Bolintin-Vale           | 13.127   |
| Florești-Stoenești      | 8.714    |
| Roata de Jos            | 8.215    |
| Ulmi                    | 7.515    |
| Comana                  | 7.432    |
| Mihăilești              | 7.297    |
| Adunații-Copăceni       | 6.555    |
| Călugăreni              | 6.270    |
| Bolintin-Deal           | 6.181    |
| Dati del 1º luglio 2007 |          |

## Geografia antropica
Il distretto è composto da 1 municipio, 2 città e 50 comuni.

### Municipi
- Giurgiu

### Città
- Bolintin-Vale
- Mihăilești

### Comuni
- Adunații-Copăceni
- Băneasa
- Bolintin-Deal
- Bucșani
- Bulbucata
- Buturugeni
- Călugăreni
- Clejani
- Colibași
- Comana

- Cosoba
- Crevedia Mare
- Daia
- Florești-Stoenești
- Frătești
- Găiseni
- Găujani
- Ghimpați
- Gogoșari
- Gostinari

- Gostinu
- Grădinari
- Greaca
- Herăști
- Hotarele
- Iepurești
- Izvoarele
- Joița
- Letca Nouă
- Malu

- Mârșa
- Mihai Bravu
- Ogrezeni
- Oinacu
- Prundu
- Putineiu
- Răsuceni
- Roata de Jos
- Săbăreni
- Schitu

- Singureni
- Slobozia
- Stănești
- Stoenești
- Toporu
- Ulmi
- Valea Dragului
- Vărăști
- Vânătorii Mici
- Vedea